# Johann Emanuel Wyss

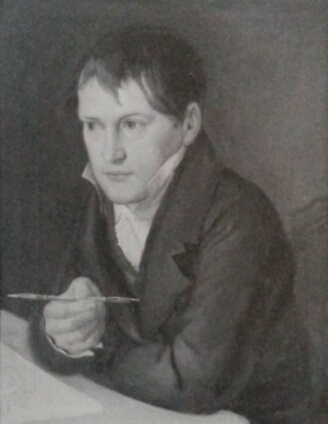
Johann Emanuel Wyss, Porträt von Johann Georg Volmar (um 1820)

Johann Emanuel Wyss (* 18. Juli 1782 in Bern; † 31. Mai 1837 ebenda) war ein Schweizer Maler und Zeichner.

## Leben
Johann Emanuel Wyss wurde als Sohn des Pfarrers Johann David Wyss und der Maria Catharina Müller geboren. Johann Rudolf Wyss war sein Bruder. Wyss liess sich bei Johann Georg Volmar in Bern zum Tier- und Landschaftsmaler ausbilden. Er verfertigte rund 300 ornithologische Blätter. Primär widmete er sich jedoch der Heraldik. Er entwarf Glasgemälde, malte Stammbäume, Ahnentafeln und Familienbücher. Wyss entwarf das 1829 erschienene Wappenbuch sämtlicher in der Stadt Bern verburgerten Geschlechter. Auf der Basis eines Fundes in einem Möbel seines Vaters legte er eine umfangreiche Sammlung von Scheibenrissen an, die heute im British Museum und im Bernischen Historischen Museum aufbewahrt werden.